# イヴァン・アレクサンドロヴィチ (スモレンスク公)
イヴァン・アレクサンドロヴィチ（ロシア語: Иван Александрович、? - 1359年）は、スモレンスク大公（在位：1313年 - 1359年）。

## 生涯
1313年に父アレクサンドルの後を継いだが、スモレンスク公位をめぐり、兄弟のブリャンスク公ドミトリーと争った。この争いは、ジョチ・ウルスの援助の下での1334年のスモレンスクの包囲戦を最後にして、ようやく和平が結ばれた。
後にリトアニア大公国のゲディミナスと同盟を結び、ジョチ・ウルスとの関係を絶った。一方、ジョチ・ウルスのウズベク・ハンは1340年に、自分の従士と北ルーシの公からなる軍勢を送り込んだ。しかし、ジョチ・ウルス軍はスモレンスクに到着以前に離脱したため、イヴァンは和平を結ぶことができた。
1348年のストレヴァ川の戦い(ru)では、スモレンスク軍はリトアニア側に立ってドイツ騎士団と戦った。また、1351年にセミョーン（モスクワ大公ならびにウラジーミル大公）による攻撃を受けたが、大事には至らなかった。

## 子女
子には以下の人物がいる。
- ヴァシリー - 1356年よりブリャンスク公（このブリャンスク公はヴァシリー・ロマノヴィチという人物だという説もある[2]）
- スヴャトスラフ - スモレンスク公
- エレーナ - ヴァシーリー・ミハイロヴィチと結婚